# 龐巴迪公司
龐巴迪公司（法語：Bombardier Inc.，TSX：BBD.SV.B，TSX：BBD.MV.A）是一家总部位于加拿大魁北克省蒙特利尔的交通运输设备跨国制造商。主要产品有支線飛機、公务噴射飛機、铁路及高速铁路机车，以及城際軌道交通装备制造等。

## 公司概况

### 发展历史
- 1907年，約瑟夫－阿爾芒·龐巴迪（Joseph-Armand Bombardier）出生于加拿大魁北克省蒙特利尔市。
- 1942年，龐巴迪创建L'Auto-Neige Bombardier Limitée公司，大量生产适用于积雪覆盖的地形中的交通运输需要的履带式车辆。
- 1967年，公司改为Bombardier Limited。
- 1969年，庞巴迪公司股票在蒙特利尔和多伦多股票交易所上市。
- 1970年代，收购奥地利的引擎生产商Lohnerwerke GmbH及其附属的Rotax-Werk AG。
- 1974年，获得蒙特利尔地铁系统车辆的合同，开始扩展城市轨道交通装备制造方向。
- 1986年，以12亿美元的价格收购Canadair，领军加拿大航空制造工业。
- 1987年，与英法合资的GEC Alsthom公司签订合同，为TGV生产车辆。
- 2000年，庞巴迪收购著名的铁路车辆生产商安达，并组成新的庞巴迪运输（集团）有限公司。
- 2019年6月26日：龐巴迪公司以5.5億美元現金出售支線客機業務龐巴迪CRJ給三菱重工，與此同時，三菱重工還會承擔該業務項目約2億美元的負債。自此，龐巴迪則退出商業航空領域，三菱重工則會獲得CRJ飛機項目的維修、支持、翻新、營銷和銷售業務，還有相關的服務和支持網絡及適航認證。
- 2020年2月17日，法国阿尔斯通宣布收购庞巴迪运输100%股权。
- 2021年1月29日，阿尔斯通宣布对庞巴迪运输的收购程序完成[3]。

### 公司业务
庞巴迪公司股票在多伦多证券交易所上市（代码为BBD）。至2004年底，公司年营业收入为158亿美元。
庞巴迪公司的主要业务分为三部分：
- 轨道车辆设计制造（龐巴迪運輸，于2020年出售给法国阿尔斯通）
  - 铁路列车设计制造
  - 铁路机车设计制造
  - 铁路控制设备设计制造
  - 城市轨道交通车辆及设备设计制造
- 飞行器设计制造（龐巴迪宇航）
  - 支线飞机(已将此业务分别出售给空中巴士、三菱重工、维京航空)
  - 喷气式公务飞机
- 金融部门（龐巴迪資本，于2005年出售给美国通用电气）
  - 提供购买租赁车辆的贷款和投资服务，同时还经营有铁路运输车队。

### 子公司
- 龐巴迪宇航公司：生產飛機，如Dash 8、CRJ

## 公司产品

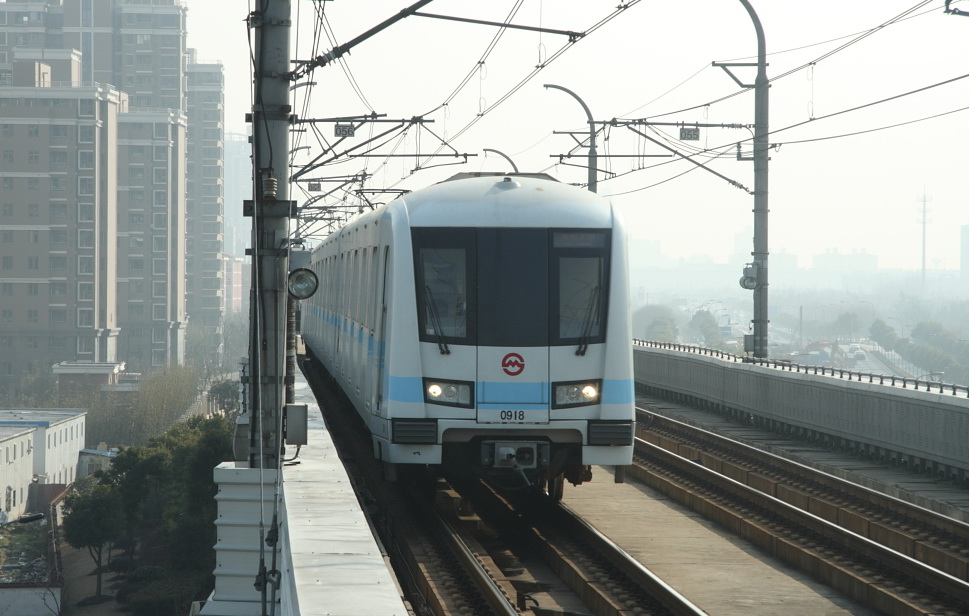
上海地铁9号线的庞巴迪新型MOVIA城轨列车

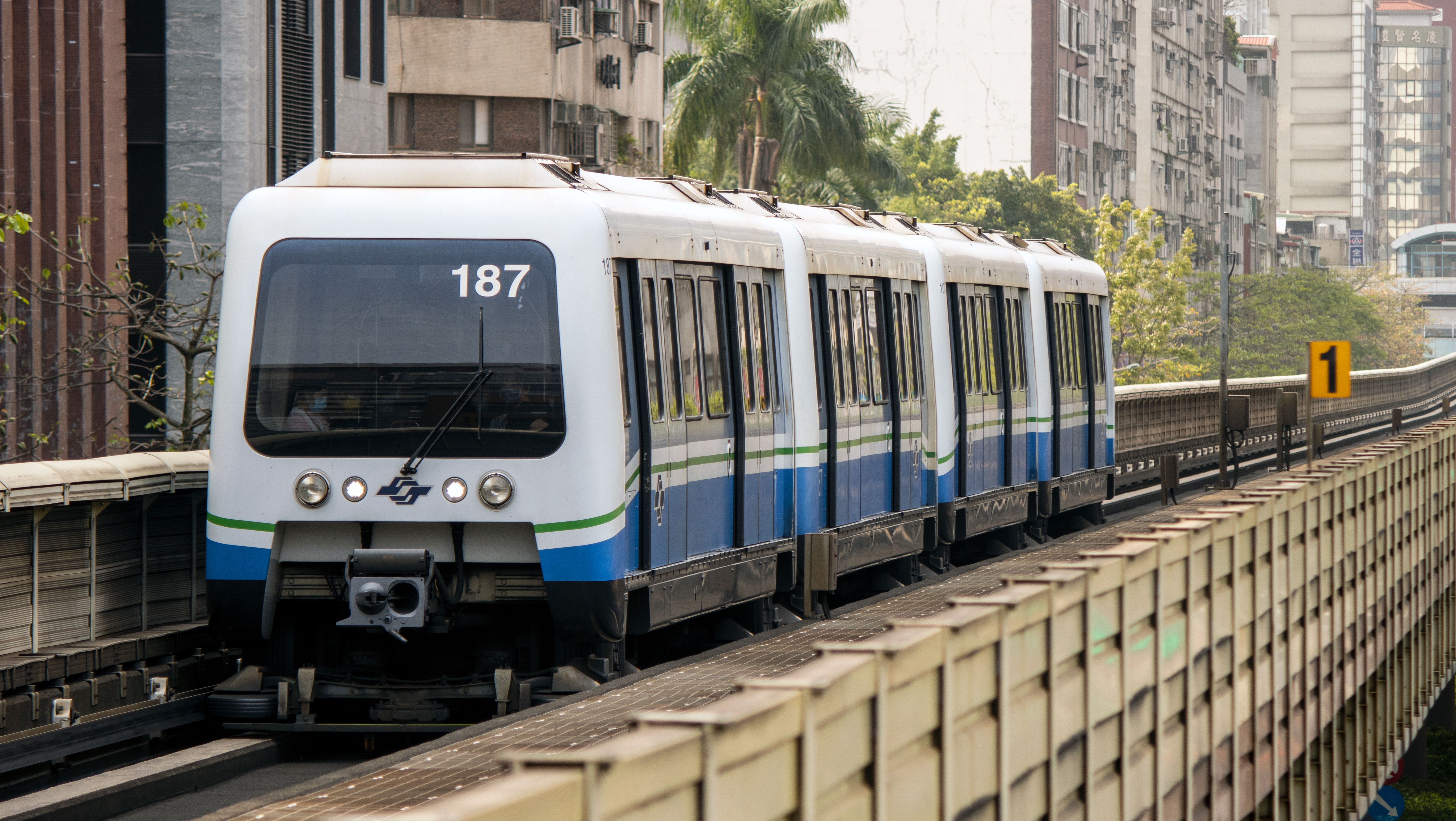
龐巴迪製電聯車行駛於台北捷運內湖線

### 中国大陆
- 铁路列车
  - 庞巴迪和位于青岛的四方机车制造厂合资的子公司，青岛四方庞巴迪铁路运输设备有限公司为中国提供了25T型城际列车车厢，目前运行中的直达快速列车80%的车厢由BST提供。
  - BST亦为青藏铁路提供361辆可适应高原环境的25T列车。
  - BST亦为第六次提速提供40列CRH1電動車組。
  - 庞巴迪还和位于常州的戚墅堰机车厂合资生产机车及牵引设备。
  - BST亦提供70列8节编组CRH380D電動車組。
- 捷運系統
  - 为广州珠江新城旅客自动输送系统提供进口的INNOVIA APM 100车辆，以及采用配套的CITYFLO 650控制系统。
- 城市轨道交通
  - 庞巴迪的一家子公司——与长春轨道客车合资的长客庞巴迪（CBRC）为多条城市轨道交通线路提供MOVIA 456衍生车型，包括：上海地铁1号线（现被转移到9号线运营）的AC04型和AC09型，广州地铁1号线、2号线、8号线的A2 · A3型，以及深圳地铁1号綫、4号綫的01A2206庞；长客庞巴迪也为上海地铁的七号线、九号线与十二号线，以及深圳地铁2号綫生产新型城轨列车[4]。
- 飞行器
  - 庞巴迪是中国支线飞机的主要供应商，至2004年，共有7家航空公司的37架飞机执行飞行班次。
  - 此外庞巴迪的子公司彩虹公务机公司还提供挑战者604（Challenger 604）等型号喷气式公务飞机的包机服务。

### 马来西亚
- 轻轨系统
  - 1999年6月1日通车的5 格拉那再也线，启用当时是世界上营运里程最长的全自动无人驾驶轻快铁系统，也是全球第四个庞巴迪先进快速轨道交通系统（ART）

### 新加坡
- 輕軌系統
  - 1999年11月6日通車的武吉班讓輕軌，是一個全自動的輕軌系統，本系統的列車是由加拿大交通運輸設備製造商龐巴迪製造。

- 旅客移動系統（Skytrains）
  - 樟宜機場的旅客自動電車輸送系統（People Mover System）於1990年代初期高架列車是使用龐巴迪CX-100列車，在2006年改用三菱重工的Crystal Mover列車。

### 台湾
- 大眾捷運系統[5]
  - 龐巴迪承包台北市台北捷運內湖線機電系統工程，該機電系統包含電聯車、行車監控、供電、通訊及機廠維修設備等五大子系統以及台北捷運棕線沿線行車監控系統與台北捷運文山內湖線既有51對電聯車之車載自動控制系統的更新。

### 加拿大
- 铁路列车
  - 大多伦多地区的GO运输全线使用庞巴迪生产的庞巴迪双层客车（英语：Bombardier BiLevel Coach）。

- 城市轨道交通
  - 温哥华地区的温哥华架空列车使用庞巴迪生产的基于龐巴迪Innovia Metro平台的ICTS Mark I和ART Mark II列车

## 外部連結
- 龐巴迪公司 （页面存档备份，存于）（法文）（英文）（简体中文）（日語）
- 青岛四方庞巴迪铁路运输设备有限公司 (BST) （页面存档备份，存于） （简体中文）（英文）